# イブラヒム・ババンギダ (サッカー選手)
イブラヒム・ババンギダ（Ibrahim Babangida、1976年8月1日 - 2024年5月9日）は、ナイジェリア出身のサッカー選手。ポジションはフォワード。
日本で行われた1993 FIFA U-17世界選手権の優勝メンバーの一人である。
2024年5月9日に兄のティジャニ・ババンギダらと同乗中に交通事故に遭い死去。兄とその家族は負傷し病院に搬送された。

## 所属クラブ
- 1990-1991 Bank of the North
- 1992-1994 Stationery Stores
- 1995-1997  カチナ・ユナイテッド
- 1997-2002  フォレンダム

## エピソード
- 三兄弟の次男であり、兄のティジャニ・ババンギダ、弟のハルナ・ババンギダもサッカー選手である。